# Ignatij (Sidorenko)
Ignatij (světským jménem: Igor Alexandrovič Sidorenko; * 24. prosince 1965, Frunze) je kyrgyzský duchovní Ruské pravoslavné církve a biskup aktobský a kyzylordský.

## Život
Narodil se 24. prosince 1965 ve městě Frunze (dnes Biškek).
Navštěvoval střední školu Georgijevka v Žambylské oblasti Kazašské sovětské socialistické republiky. V letech 1984–1986 sloužil v řadách Sovětské armády. Dne 24. listopadu 1988 přijal křest v chrámu svatého Mikuláše v Almaty. Od roku 1989 studoval na fakultě tepelné energetiky Alnatského energetického institutu. Poté do roku 1997 pracoval ve svém oboru.
Dne 21. září 1997 byl v katedrálním chrámu Nanebevstoupení Páně v Almaty rukopoložen arcibiskupem almatským a semipalatinským Alexijem (Kutěpovem) na diákona. O tři dny později byl přijat do kléru Iverského chrámu v sídle Burundaj Almatské oblasti.
Dne 3. ledna 1998 byl postřižen na monacha se jménem Ignatij na počest svatého Ignáce z Antiochie a 27. března rukopoložen arcibiskupem Alexijem na jeromonacha.
V letech 1998–2000 navštěvoval dálkové studium na Almatském eparchiálním duchovním učilišti.
Dne 3. února 2000 byl jmenován představeným chrámu Svaté Trojice v sídle Železinka Pavlodarské oblasti a od 27. dubna 2004 byl představeným chrámu Pokrova přesvaté Bohorodice v Issyku.
Dne 19. dubna 2009 jej patriarcha moskevský Kirill povýšil na igumena.
Dálkově studoval na Moskevském duchovním semináři.
Dne 1. prosince 2011 byl jmenován předsedou komise pro záležitosti mládeže astanské eparchie a 11. února 2012 stejné komise Kazašského metropolitního okruhu. Dne 1. března 2012 se stal blagočinným Issylského okruhu.
Dne 1. srpna 2012 začal na Almatském duchovním semináři přednášet sektologii a misiologii a 7. prosince se stal prezidentem Biblické společnosti Kazachstánu.
Dne 25. dubna 2013 byl ustanoven představeným chrámu svatého Mikuláše v Talgaru.
Dne 12. prosince 2015 se stal členem eparchiální rady.
V letech 2013–2017 dálkově studoval na Petrohradské duchovní akademii.
Dne 24. března 2022 jej Svatý synod zvolil biskupem aktobským a kyzylordským. Dne 3. dubna stejného roku byl povýšen na archimandritu.
Dne 6. dubna 2022 byl oficiálně jmenován biskupem a 1. května proběhla v chrámu Krista Spasitele v Moskvě jeho biskupská chirotonie. Světiteli byli patriarcha moskevský Kirill, metropolita krutický a kolomenský Pavel (Ponomarjov), metropolita voskresenský Dionisij (Porubaj), arcibiskup uralský a atyrauský Antonij (Moskalenko), biskup kaskelenský Gennadij (Gogolev), biskup pavlodarský a ekibastuzský Varnava (Safonov), biskup karagandský a šachtinský Sevastian (Osokin), biskup usť-kamenogorský a semipalatinský Amfilochij (Bondarenko), biskup kokšetauský a akmolský Serapion (Kolosnicin) a biskup petropavlovský a bulajevský Vladimir (Michejkin).